# 이도 (언어)
이도(Ido)는 에스페란토의 개선안에서 출발한 국제어이다. 그렇기 때문에 에스페란토와 비슷한 점이 많다. 이름은 에스페란토로 '자식'을 뜻하는 낱말 'ido'에서 유래했다. 20세기 초에 만들어진 이도는 현재 사용자가 몇천 명 존재한다고 알려져 있으며, 독일, 프랑스와 스페인에 특히 많다.
이것은 보프롱이 만든 언어로서, 단순한 에스페란토 개선안이 아니며 자멘호프의 동의 없이 이루어진 것이다. 또 이도는 개선안이 아닌 새 언어로 발표되었지만, 많은 사람들은 그것을 에스페란토의 개선안으로 생각하고 있다.
이도는 로마자에 나오는 글자 26개를 그대로 쓰며, 음성구분에도 필요한 특별한 글자가 없다. 문법적으로 예외가 없지만 얼핏 보기에는 로망스어, 특히 프랑스어, 이탈리아어와 스페인어와 모습이 비슷하다. 에스페란토를 배운 경험이 있는 사람이라면 이도를 대부분 이해할 수 있지만 단어구조에 차이가 많아, 문법상에 다른 점이 많기 때문에 단순한 에스페란토 개선안이 아니다.

## 모음
|        | 전설 모음 | 후설 모음 |
| ------ | --------- | --------- |
| 폐모음 | i         | u         |
| 중모음 | e ~ ɛ     | o ~ ɔ     |
| 개모음 | a         | a         |

## 자음
|        | 순음 | 순음 | 치경음 | 치경음 | 후치경음 | 후치경음 | 경구개음 | 경구개음 | 연구개음 | 연구개음 |
| ------ | ---- | ---- | ------ | ------ | -------- | -------- | -------- | -------- | -------- | -------- |
| 비음   |      | m    |        | n      |          |          |          |          |          |          |
| 파열음 | p    | b    | t      | d      |          |          |          |          | k        | ɡ        |
| 마찰음 | f    | v    | s      | z      | ʃ        | ʒ        |          |          |          |          |
| 접근음 |      |      |        | l      |          |          |          | j        |          | w        |
| 탄음   |      |      |        | ɾ      |          |          |          |          |          |          |

## 에스페란토와의 차이점
|        | 에스페란토 | 이도 |
| ------ | --- | --- |
| 명사   | 명사에 예외없이 'o'를 붙이며, 복수형을 표시하기 위해 'o' 뒤에 'j'를 붙인다. 예: libro (책) libroj (책들). | j를 붙이지 않고, 'o'를 'i'로 바꾼다. 예: libro (책), libri (책들).                                                                     |
| 형용사 | 프랑스어처럼 형용사와 명사의 단수와 복수가 서로 맞아야 한다. 즉, granda libro (큰 책)이라고 단수형으로 말하지만, 복수형이 될 경우에 grandaj libroj 라고 형용사에도 'j'를 붙여야 한다.                                                                                     | 영어를 비롯한 대부분의 언어에서처럼 그런 규칙이 없다. 예: granda libro의 복수형은 granda libri이다.                                    |
| 문자   | 자모에는 기본적인 로마 문자가 아닌 ĝ, ĵ, ĥ, ŭ, ĉ, ŝ가 있다. 이를 표현하지 못하는 이메일이나 뉴스그룹 같은 곳에서는 본디 글자에 x나 h를 붙여서 표시하는 것이 현재 대안으로서 사용되고 있다. 예: mi loĝas("나는 ...에 살다") → mi logxas/mi loghas, ŝi("그 여자") → sxi/shi | ĝ와 ĵ를 같은 j로 표시하기로 했고, ĥ와 ŭ를 없애고 ĉ를 ch, ŝ를 sh로 표기함으로써, 위와 같은 글자를 표기할 수 없는 환경에서도 쓸 수 있다. |

## 단점
에스페란토는 약 160만 명의 사용자가 있는 반면에, 이도는 구사자가 몇천 명 밖에 없다고 한다. 에스페란토보다 문법이 더 쉽다고 하더라도 사용자가 많지 않은 것은 무시할 수 없다. 또, 한국어로 쓰여 있는 이도 관련 자료도 많지 않다.

## 문법
Olda (늙다)와 Irar (가다)를 이용하면 기초 문법이 다음과 같다.
| 명사단수형 | -o (oldo)                          |
| 명사복수형 | -i (oldi) - 에스페란토에서는 "-oj" |
| 형용사     | -a (olda)                          |
| 부사       | -e (olde)                          |
| 현재부정사 | -ar (irar) - 에스페란토에서는 "-i" |
| 과거부정사 | -ir (irir) - 에스페란토에서는 없다 |
| 미래부정사 | -or (iror) - 에스페란토에서는 없다 |
| 현재형     | -as (iras)                         |
| 과거형     | -is (iris)                         |
| 미래형     | -os (iros)                         |
| 명령형     | -ez (irez) - 에스페란토에서는 "-u" |
| 조건법     | -us (irus)                         |

### 대명사
모든 대명사가 -i로 끝나는 에스페란토의 대명사를 더 쉽게 알아들을 수 있게 이도의 대명사가 약간 다르다. 특히 mi (나)와 ni(우리)가 시끄러운 곳에서 알아듣기 힘들다는 생각이 많았다. 이도에서는 me와 ni라고 한다. 또, 유럽의 많은 언어에서 나오는 2인칭과 같이 친구사이의 tu와 친하지 않는 사람에게 쓰는 vu에서는 에스페란토의 vi와는 다르다. 마지막에, lu라는 대명사는 한국어의 '그'와 같이, 남자도 여자도 아닌 '그 사람'을 뜻하는 것이다. 이것이 핀란드어: hän과 같은 말이다.
| 구분       | 단수   | 단수      | 단수        | 단수    | 단수    | 단수   | 단수      | 복수   | 복수   | 복수   | 부정              |
| 구분       | 일인칭 | 이인칭    | 이인칭      | 삼인칭  | 삼인칭  | 삼인칭 | 삼인칭    | 일인칭 | 이인칭 | 삼인칭 | 부정              |
| 구분       | 일인칭 | 친한 사이 | 모르는 사이 | 남성    | 여성    | 무성   | 통성      | 일인칭 | 이인칭 | 삼인칭 | 부정              |
| ---------- | ------ | --------- | ----------- | ------- | ------- | ------ | --------- | ------ | ------ | ------ | ----------------- |
| 한국어     | 나, 저 | 너        | 당신        | 그 (남) | 그 (여) | 그것   | 그 (남녀) | 우리   | 너희   | 그들   | 사람 (일반적으로) |
| 에스페란토 | mi     | vi (ci)   | vi          | li      | ŝi      | ĝi     | ĝi        | ni     | vi     | ili    | oni               |
| 이도       | me     | tu        | vu          | il(u)   | el(u)   | ol(u)  | lu        | ni     | vi     | li     | on(u)             |

### 단어 구조
이도의 단어는 되도록 많은 사람들이 처음부터 뜻을 알 수 있게 영어, 프랑스어, 스페인어, 독일어, 러시아어와 이탈리아어에 기원해서 만들어졌다. 이도의 처음 5000개 단어 뿌리를 알아본 결과 다음 통계가 나왔다. :
- 2024개(38%)가 모든 6개 국어에 다 나옴
- 942개(17%)가 5개 국어에 나옴
- 1111개(21%)가 4개 국어에 나옴
- 585개(11%)가 3개 국어에 나옴
- 454개(8%)가 2개 국어에 나옴
- 255개(5%)가 1개 국어에 나옴
  - 합 5371 100%

또, 이도 단어와 그 6개 국어와 비교한 다음과 같은 통계도 있다:
- 프랑스어 4880 - 91%
- 이탈리아어 4454 - 83%
- 스페인어 4237 - 79%
- 영어 4219 - 79%
- 독일어 3302 - 61%
- 러시아어 2821 - 52%

다른 언어와의 단어 비교:
| 에스페란토 | 이도    | 영어              | 이탈리아어         | 프랑스어 | 독일어     | 러시아어 | 스페인어 | 한국어       |
| ---------- | ------- | ----------------- | ------------------ | -------- | ---------- | -------- | -------- | ------------ |
| bona       | bona    | good("bonus")     | buono              | bon      | gut        | хорошо   | bueno    | 좋다         |
| doni       | donar   | give ("donor")    | dare ("donare")    | donner   | geben      | дать     | dar      | 주다         |
| filtri     | filtrar | filter            | filtrare           | filtrer  | filtrieren | филтр    | filtrar  | 거르다       |
| ĝardeno    | gardeno | garden            | giardino           | jardin   | Garten     | сад      | jardín   | 뜰,정원      |
| kavalo     | kavalo  | horse ("cavalry") | cavallo            | cheval   | Pferd      | лошадь   | caballo  | 말(동물)     |
| maro       | maro    | sea ("marine")    | mare               | mer      | Meer       | море     | mar      | 바다         |
| nacio      | naciono | nation            | nazione            | nation   | Nation     | нация    | nación   | 나라         |
| studi      | studiar | study             | studiare           | etudier  | studieren  | учить    | estudiar | 공부하다     |
| juna       | yuna    | young             | giovane ("junior") | jeune    | jung       | молодой  | joven    | 젊다, 어리다 |

## 이도의 역사와 커뮤니티

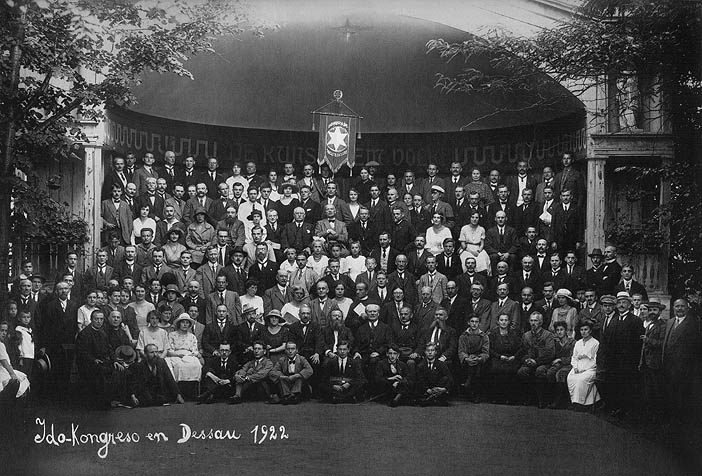
1922년에 찍은 이도국제대회, 데사우, 독일

이도를 사용하는 사람들은 대부분 더 잘 알려진 에스페란토를 통해서 알게 되었다. 그것 때문에 비교적 에스페란토를 잘하는 이디스트가 이도를 잘하는 에스페란티스트보다 많다. 거의 모든 나라에서 이도를 사용하는 사람을 찾을 수는 있지만 독일, 프랑스와 스페인에서 사용자 비율이 가장 많다. 이도협회는 현재 네덜란드에 있다.
이도는 처음 만들어졌을 때는 인기가 많았지만 제1차 세계 대전이 일어나기 며칠 전 Louis Couturat라는 선구자가 프랑스군의 트럭에 치여 숨지고 전쟁 후에도 변화를 겪게 되었으나 1920년대에 접어들면서 점차 안정적인 사용자 기반을 가지게 되었다. 그 당시 에스페란토는 이미 많은 인기가 있었다. 인공언어가 몇 개 등장하던 시기인 1930년대에도 이도에 남아있는 사람들은 몇백 명밖에 안 되었고, 인터넷이 나오기 전에는 활동하는 사람도 거의 없었다. 인터넷과 특히 위키백과 덕분에 90년대 후반부터 이도는 예전의 활기를 되찾게 되었다.
인공언어로써 이도의 정확한 사용인구를 알기는 쉽지 않다. 또 인구를 말할 경우에 단순히 쓸 수 있는 자와 지원하는 자를 구별해야 하는데 에스페란토의 사용자들 중에는 호기심으로 이도를 배웠지만 일부러 지원하지 않고 에스페란토만 홍보하는 사람도 있다. 이도와 에스페란토가 서로 비슷하기 때문에 인터넷에서 (특히 Google Groups) 이도와 에스페란토에 대한 논쟁이 많고 영어, 에스페란토와 이도 3개국어를 이용해서 서로 논쟁하는 사람도 있다.
이하의 게시물은 호기심으로 이도를 배웠지만 에스페란토를 계속 지원하는 에스페란티스트의 의견을 잘 대표하는 예이다.
| “ | Mi provis Idon antaŭ Esperanto, kaj alvenis konklude: la diferoj estas efike trivialaj, komparite al pli gravaj koncernaĵoj (kiujn mi ne detalos ĉi tie). Pro tio mi elektis subteni Esperanton, kaj ne subteni Idon, kvankam eble mi lernos Idon por hobio. Tamen via id-vortoj estas bone komprenebla al mi, kaj mi uzus Idon, se ne ekzistis tre pli subtenita lingvo. 에스페란토를 배우기 전에 이도를 배워 봤지만 결국 더 큰 문제에 비해서 (여기서는 그 문제에 대해서는 언급하지 않을것입니다.) 이도와 에스페란토의 차이가 그리 크지 않고 좀 사소하다는 생각이 들었습니다. 그것 때문에 (에스페란토를 쓰는 사람이 더 많기 때문에) 이도말고 에스페란토를 지원하기로 했지만 계속 취미로서 이도를 배울겁니다. 하지만, (이도로 쓴 사람에 대해서) 당신이 쓰던 말을 이해할 수도 있고, 만약 에스페란토 같은 기초가 확실히된 언어가 없었으면 저도 이도를 지원 했을겁니다. | ” |

## 실례

### 주기도문
Patro nia, qua esas en la cielo,

tua nomo santigesez;

tua regno advenez;

tua volo facesez quale en la cielo

tale anke sur la tero.

Donez a ni cadie l'omnidiala pano,

e pardonez a ni nia ofensi,

quale anke ni pardonas a nia ofensanti,

e ne duktez ni aden la tento,

ma liberigez ni del malajo.
— 듣기 (도움말·정보)

### 어린 왕자
이하는 이도 판의 어린 왕자(La Princeto)에 나온 제17장, 지구로 온 어린 왕자가 사막에서 뱀을 만나게 된 장면.

CHAPITRO XVII
(...)
–Bona nokto ! –dicis la surprizata princeto.
–Bona nokto ! –dicis la serpento.
–Adsur qua planeto me falis ? –questionis la princeto.
–Adsur Tero, sur Afrika. –respondis la serpento.
–Ha !... Kad esas nulu sur Tero ?
–To esas la dezerto, e nulu esas sur la dezerti. Tero esas tre granda –dicis la serpento.
La princeto sideskis sur stono e levis lua okuli a la cielo.
–Me questionas a me –lu dicis- ka la steli intence brilas por ke uladie singlu povez trovar sua stelo. Videz mea planeto, olu esas exakte super ni... ma tre fore !
–Olu esas bela planeto –dicis la serpento-. Por quo vu venis adhike ?
–Esas chagreneto inter floro e me –dicis la princeto.
–Ha ! –dicis la serpento.
E la du permanis silence.
–Ube esas la personi ? –klamis fine la princeto-. Onu esas kelke sola sur la dezerto...
–Inter la personi onu anke esas sola –dicis la serpento.
La princeto regardis la serpento longatempe.
–Vu esas stranja animalo ! –dicis la princeto-. Vu esas tam tenua kam fingro...
–Yes, ma me esas plu potenta kam fingro di rejo –dicis la serpento.
La princeto ridetis.
–Me ne kredas ke vu esas tre potenta, mem vu ne havas pedi... nek vu povas voyajar...
–Me povas transportar vu plu fore kam navo -dicis la serpento.
Ed olu spulis la maleolo di la princeto, same kam ora braceleto.
–Ta quan me tushas retroiras a la tero deube lu venis. Ma vu esas pura e vu venas de stelo...
La princeto nulon respondis.
–Me kompatas vu, qua esas tante sola sur ta harda granita Tero. Me povas helpar vu se vu sentas nostalgio a vua planeto. Me povas...
–Ho ! –dicis la princeto-. Me bone komprenis, ma pro quo vu sempre parolas enigmatoze ?
–Me solvas omna enigmati –dicis la serpento.
E la du permanis silence.
Averto lektenda
La verko La princeto licencesas sub Creative Commons License, http://creativecommons.org/licenses/by-nc/2.0/legalcode
Autoro.- Fernando Tejón, krayono@yahoo.es
Ret-pagino.- http://es.geocities.com/idohispania/laprinceto/laprinceto.html

### Mea vido-cirklo (horizonto)
러시아의 시인 윤나 모리츠의 시로 만든 러시아의 음악가 알락산도르 수카노프가 만든 노래의 이도 번역과 연주

Me nule savas la Angla, la Franca, la Greka,
Mea vid-cirklo do restas sat mikra e streta -
En mea vid-cirklo trovesas nur flori, arbori,
Nur tero e maro, aero, fairo, amoro.
Me nule savas la Dana e la Portugala,
Mea vid-cirklo restas sat infantala -
Nur joyi rapide pasant', bruligiva aflikto,
Nur esperi, e timi noktal' es en mea vid-cirklo.
Me savas nek la Sanskrito e nek la Latina,
Mea vid-cirklo es ancien-mod' quale tino
Nur morto e nasko homala, nur grani ed astri
Aden mea vid-cirklo penetras e standas sat mastre.
Mea savo artala esas fakultativa.
Mea vid-cirklo restas presk' primitiva -
En olu es nia afero intima, interna
Por ke kun homaro la Tero flugadez eterne.
Mea vid-cirklon restriktas nur timi, esperi,
En olu trovesas nur amo, nur maro e tero.
Aden mea vid-cirklo penetras e standas sat mastre
Nur morto e nasko homala, nur grani ed astri.                  
— 듣기 (도움말·정보)

## 출판물
이도어로 발행되는 잡지가 몇 개 있다. 스페인 이도협회가 두 달마다 출판하는 잡지 Adavane!는 사이트에서 무료로 볼 수 있다. 이도협회가 출판하는 Progreso는 1907년부터 시작된 제일 오래된 잡지다. 프랑스에서 출판하는 Kuriero Internaciona는 몇 개월마다 출판되는 잡지이며, 6개월 정도 지나면 무료로 볼 수 있다.

## 같이 보기
- 우니쉬

### 일반
- (이도) 이도 협회 (Uniono por la Linguo Internaciona Ido)
- (이도) La Mondo en Ido - 이도로 쓰여 있는 블로그

### 배우기
- 모두의 이도
- (영어) 이도 소개
- (영어) 이도 온라인 학교